# Лідове новіни
«Лідове новіни» (чеськ. Lidové noviny) — щоденна газета, що виходить чеською мовою. Видається у Празі. Заснована у 1893 році, відновлена у 1990 році. Тираж 68 тис. примірників. Власник — чеський мільярдер словацького походження Андрей Бабіш (з 2017 прем'єр-міністр Чехії). 

## Історія видання
Перший випуск «Лідове новіни» вийшов у 1893 році в місті Брно, яке в той час входило до складу Австро-Угорщини. Після здобуття Чехословаччиною незалежності газета утвердилася як одна з найавторитетніших у молодій державі. У період німецької окупації «Лідове новіни» були закриті. Деякі люди, пов'язані з газетою, загинули в концтаборах (Йозеф Чапек, Карел Полачек). Після звільнення радянськими військами території Чехословаччині «Лідове новіни» знову почали видаватися, але через кілька років, після проголошення Чехословацької соціалістичної республіки, газета була закрита більш ніж на тридцять років. Спроби відродити газету почалися з кінця 1987 року. З січня 1988 року групою чеських дисидентів публікації були відновлені на регулярній основі, але як самвидав. Перший легальний номер газети вийшов на початку 1990 року. На даний час «Лідове новіни» зі своєю столітньою історією є одним з найстаріших і авторитетних друкованих видань Чехії. Газета притримується правоцентристських позицій.

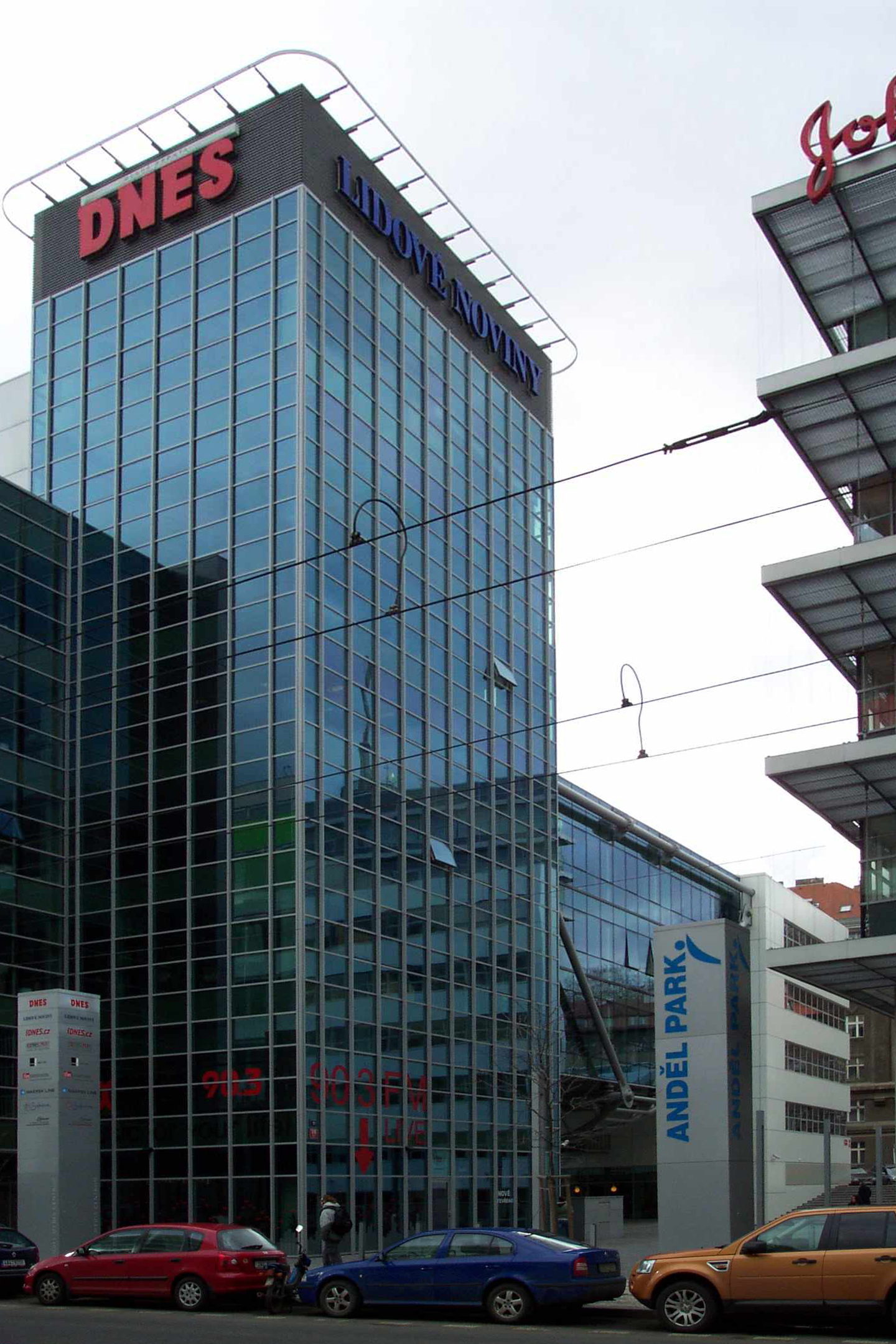
Головний офіс Лідове новіни в Празі

## Відомі журналісти газети
- Рудольф Тесноглидек (1882—1928) — журналіст газети «Лідове новіни», письменник і поет.
- Йозеф Чапек (1887—1945) — брат Карела Чапека, був редактором і критиком у «Лідове новіни».
- Карел Чапек (1890—1938) — чеських письменник, журналіст, політичний редактор у «Лідове новіни».
- Олдржих Микулашек (1910—1985) — поет, редактор газети «Лідове новіни».
- Іван Блатний (1919—1990) — чеський поет і прозаїк, політемігрант. Публікувався в газеті «Лідове новіни».
- Людвік Вацулік (нар.1926) — сучасний чеський письменник і журналіст, ведучий в «Лідове новіни» власної колонки.
- Петр Плацак (нар. 1964) — сучасний чеський письменник, поет, історик і публіцист. Працював у «Лідове новіни».
- Павел Маша — сучасний чеський дипломат, публіцист та журналіст. Публікується в газеті «Лідове новіни».

## «Українські Лідове Новіни»
У День незалежності України 24 серпня 2006 року чеська газета «Лідове Новини» вийшла з українським додатком «Українські Лідове Новіни». Де були надруковані матеріали українською мовою про долі українців у Чехії, історію взаємних відносин, історичні документи про Український технічно-господарський інститут та Українську господарську академію у Подєбрадах, нереалізований проект Українського дому в Празі у 1923 року та інше.